# Panagiōtīs Kafkīs
Panagiōtīs Kafkīs (in greco Παναγιώτης Καυκής?; Atene, 8 maggio 1980) è un ex cestista e allenatore di pallacanestro greco.

## Carriera
Con la Grecia under 26 ha disputato i Giochi del Mediterraneo di Almería 2005.